# Chunchi
Chunchi ist eine Kleinstadt und die einzige Parroquia urbana („städtisches Kirchspiel“) im Kanton Chunchi der ecuadorianischen Provinz Chimborazo. Die Parroquia besitzt eine Fläche von 120,2 km². Die Einwohnerzahl der Parroquia lag im Jahr 2010 bei 7405. Davon wohnten 3784 Einwohner in der Kleinstadt Chunchi.

## Lage
Die Parroquia Chunchi liegt in den westlichen Anden südzentral in Ecuador. Das Gebiet besitzt eine Längsausdehnung in NNW-SSO-Richtung von 18 km. Das Areal liegt am Nordhang eines bis zu 4500 m hohen Gebirgszugs. Der Río Chanchán fließt entlang der nördlichen Verwaltungsgrenze nach Westen und entwässert dabei das Areal. Die 2260 m hoch gelegene Stadt Chunchi befindet sich 75 km südsüdwestlich der Provinzhauptstadt Riobamba. Die Fernstraße E35 (Riobamba–Cuenca) führt durch Chunchi.
Die Parroquia Chunchi grenzt im Norden an die Parroquia Sibambe (Kanton Alausí), im Nordosten an die Parroquias Pistishi, Gonzol und Sevilla (alle drei im Kanton Alausí), im Südosten an die Parroquia Achupallas (ebenfalls im Kanton Alausí), im Süden an die Provinz Cañar mit der Parroquia Juncal (Kanton Cañar) sowie im Westen an die Parroquias Compud und Capsol.

## Geschichte
Am 29. Mai 1861 wurde die Parroquia Chunchi im Kanton Alausí gegründet. Am 4. Juli 1944 wurde der Kanton Chunchi eingerichtet und Chunchi als Parroquia urbana Sitz dessen Kantonsverwaltung.